# Наблюдая за англичанами

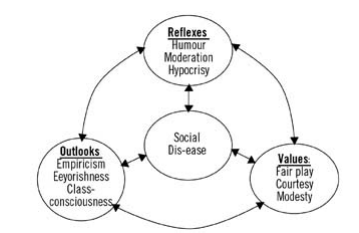
Схема поведения англичан:
Социальная болезнь (Social Dis-ease)
Рефлексы/ответная реакция (Reflexes): юмор, сдержанность, лицемерие
Ценности (Values): справедливость, вежливость, скромность
Взгляды на будущее (Outlooks): эмпиризм, консерватизм, классовое сознание

«Наблюдая за англичанами: скрытые правила поведения» (англ. Watching the English: The Hidden Rules of Behaviour) — книга британского социального антрополога Кейт Фокс, вышедшая в издательстве Hodder and Stoughton в 2004 году.

## Аргументация
В своей книге Кейт Фокс разоблачает все причуды, привычки и фобии англичан. Она рассматривает присущий английский характер со стороны антрополога и находит странные и интересные детали, регулирующиеся сложными наборами негласных правил и определённым кодексом поведения. Её наблюдение за такими фактами, каким именно образом англичане разговаривают, одеваются, едят, пьют, работают, играют, делают покупки, водят машину, флиртуют, борются и даже как стоят в очереди — представляют собой скрытые факты, раскрывающие все те правила, которым англичане бессознательно повинуются.
«Каждый аспект английской беседы и поведения в этой книге рассматривается под микроскопом. „Наблюдая за англичанами: скрытые правила поведения“ книга, которая представляет собой тщательный, интересный и забавный анализ поведения англичан» — Western Daily Press
«Книга содержит качественный анализ деталей, который довольно весомый. Фокс достаточно разумно и проницательно рассматривает поведение своего „племени“, что, читая её работу, заставляет улыбнуться. У неё талант наблюдать и давать резкий и юмористический взгляд на такие вещи, как хореография построения английской очереди и этикет беседы о погоде» — The Tablet

## В массовой культуре

#### Телевизионные шоу
Кейт Фокс была приглашена в одно британское шоу «The Lifestyle Show» в качестве эксперта. Они изучали вопрос проявления эмоций у англичан.
«И французы, и испанцы, и итальянцы делают это и усовершенствовались в этом как в виде искусства, однако мы, британцы, до сих пор боремся против того, чтобы эмоционально открыться и пустить поток слёз. Даже несмотря на то, что современная нация полна метросексуалов, до сих пор кажется, что мы закрыты в наших чувствах».

#### Кино
В британском фильме «Легкое поведение», снятом в 2008 году, мастерски переданы традиционные английские устои, обычаи и этикет. После долгого отъезда англичанин Джон Уитэкер возвращается домой со своей американской избранницей. Как для возлюбленной Джона, так и для её свекрови знакомство стало настоящим испытанием, ведь они обе приверженцы разных жизненных взглядов и правил.
Режиссёр Джеймс Айвори снял британскую картину «Комната с видом», где рассказывалось об увядании эпохи жестоких моральных устоев на примере переживаний одной молодой девушки, которая, познакомившись с мужчиной не из своего круга и впоследствии влюбившись в него, вынуждена решать свою судьбу, так как моральные устои и английское воспитание не позволяют ей общаться с людьми недостаточно «светского» круга.

#### Документальные фильмы
Документальный фильм «Англия в общем и в частности», созданный съёмочной группой Владимира Познера вместе с Иваном Ургантом, состоит из десяти серий, каждая из которых раскрывает Англию и её общество с разных сторон. Как окружение водной преградой повлияло на мировоззрение Англии? Каковы её традиции? Верны ли стереотипы, которые сложились в обществе насчёт англичан? Чтобы ответить на поставленные вопросы, съёмочная группа путешествует по Англии и спрашивает мнение экспертов этого вопроса, к их числу относится в том числе и антрополог Кейт Фокс.

## Влияние
Местные жители отмечают, что, прожив некоторое время в Англии, что-то из этой книги они взяли на заметку. Однако, не всё, написанное Кейт Фокс, является правдой. Например, многие правила, о которых говорит Фокс, вообще не применяются или применяются, но очень редко, в Ливерпуле и по всему северу Англии. В этих местах проживает большое число людей, которые любят поговорить. По этой причине все приведённые примеры в книге очень персональны и субъективны, поскольку то, что является правильным для англичан, может также быть правильным для любых других национальностей в мире.
Разговор о погоде является единственной допустимой формой для начала разговора, потому что делиться личной информацией для англичан кажется слишком мучительно. Соблюдать это правило нужно, соглашаясь с фактами, что сегодня солнечно, сыро, прохладно, а если ты не соблюдаешь правило, то это считается серьёзным нарушением этикета.
Очевидное отличие английского поведения проявляется в истории местного жителя:
«Когда я представляю типичного англичанина, то в мою голову приходит профессор одного моего знакомого. Перед этим преподавателем ощущаешь неловкость даже на расстоянии 100 ярдов. Когда он приближается к тебе для того, чтобы поздороваться, он протягивает свою руку и сразу же убирает её, как только ты протягиваешь свою. Затем, когда ты опускаешь свою руку, то он поднимает свою, чтобы снова поздороваться. Таким образом он превращает каждую встречу в тяжёлое испытание без намёка на злорадство, заставляя тебя волноваться и краснеть».

## Сферы применения
Британский антрополог Эдвард Даттон (Dr. Edward Dutton) считает, что Фокс, несомненно, вносит важный вклад в науку антропологию и общественное понимание того, что такое антропология благодаря общедоступному и субъективному характеру написания. Фокс описывает социальную антропологию и метод включённого наблюдения. Он также говорит, что она исключает постмодернистскую критику антропологии, которая так тщательно изучается студентами антропологических факультетов, убедительно отстаивая свою способность рассуждать о культурах, классах и расах. Тем самым на успешно защищает себя от критики, что глобализация делает изучение национализма неактуальным. Эдвард Даттон подчёркивает, что эта книга могла бы быть проницательной работой социальной антропологии, которую мы могли бы воспринимать всерьёз, но по какой-то причине, возможно финансовой, Фокс решила предоставить эту работу в качестве общедоступной литературы.

## Критика
Доктор Эдвард Даттон (Dr. Edward Dutton) британский антрополог и журналист имеющий докторскую степень по философии в университете Абердина написал статью Antropological Analysis and English «Eccentricity» по книге Кейт Фокс «Наблюдая за англичанами: скрытые правила поведения».
«Это произведение интересный пример социальной антропологии. Но такое ощущение, что автор не до конца понимает то, какого характера книгу она хочет написать или к какому типу авторов она хочет относить себя. Но надо выделить, что „Наблюдая за англичанами: скрытые правила поведения“ стоящая книга, потому что в социальной антропологии, как правило, превалируют учения США или Англии и, в основном, тщательному изучению подвергаются племена и даже небольшие нации, включая Шотландию, а традиционно доминирующие культуры, как, например, английская, остаются в стороне».
Антрополог Кит Харт (Keith Hart), основные исследования которого принадлежат этнической антропологии, Африке и африканской диаспоре, написал письмо в редакцию Антропология сегодня (Anthropology Today) о книге Кейт Фокс «Наблюдая за англичанами: скрытые правила поведения».
«Всей её анти-учебной храбрости Фокс посвятила первые 22 страницы своей книги для объяснения собственных целей и методов. Такое введение допускает некоторые серьёзные ошибки и заслуживает к ним внимания, даже в то время, как автор кажется безразличным. Несмотря на её самоиронию и шутливый тон, работа Фокс не просто отклонение от профессиональной нормы, но и британской социальной антропологии в частности. Она бросает вызов не только гильдиям позднего научного сообщества, но и британской социальной антропологии в целом».
В книге «Design Education: Learning, Teaching and Researching Through Design» было упомянуто, что Фокс пишет как настоящий чемпион общедоступного антропологического языка и с юмором относится к академическим «племенам» и их практикам.
«Она показывает, что может обойтись без длительного анализа своего самосознания, так как это „невыносимо утомительно“. Высмеивая академическую тоску или напыщенность их исследований, в её работе есть смысл».
Призывая всех исследователей по антропологии перестать быть осторожными в своей работе, Кейт Фокс заявила:
"While participant observation has its limitations, this rather uneasy combination of involvement and detachment is still the best method we have for exploring the complexities of human cultures … " — Kate Fox 

"В то время как у метода включённого наблюдения есть свои недостатки, это до сих пор лучший метод для исследования особенностей человеческого поведения, включающий в себя нелёгкую комбинацию одновременной вовлечённости и отчуждённости … " — Кейт Фокс